# Wilbur Ross
Wilbur Louis Ross Jr., född 28 november 1937 i Weehawken i New Jersey, är en amerikansk affärsman och bankman. Mellan 28 februari 2017 och 20 januari 2021 var han USA:s handelsminister i Trumps kabinett.

## Karriär
Ross är känd som "konkurskungen" på Wall Street, då han haft för vana att köpa upp bolag på randen till konkurs och fått bolagen att bli framgångsrika igen.
I Forbes lista över världens rikaste personer 2016 placerade sig Ross på 595:e plats i världen och 232:e plats i USA.
Den 30 november 2016 meddelade USA:s då tillträdande president Donald Trump att han valt att nominera Ross till handelsminister i sitt kabinett som tillträdde den 20 januari 2017. Den 27 februari 2017 godkändes nomineringen i USA:s senat och dagen därpå svors Ross in som handelsminister.
I november 2017 visade läckta dokument som kallas Paradise Papers att Ross hade misslyckats med att tydligt avslöja ekonomiska band med ryska intressen i hans bekräftelseshörningar.

## Privatliv
Ross har varit gift tre gånger. År 1961 gifte han sig med Judith Nodine. De skilde sig år 1995. Tillsammans hade de två barn. År 1995 gifte han sig med Betsy McCaughey. De skilde sig år 2000. Den 9 oktober 2004 gifte han sig med Hilary Geary.